# رابرت وول
رابرت وول (انگلیسی: Robert Wuhl؛ زادهٔ ۹ اکتبر ۱۹۵۱) هنرپیشه، فیلم‌نامه‌نویس و کمدین اهل ایالات متحده آمریکا است. وی در انیون، نیوجرسی و در خانواده ای یهودی زاده شد. این هنرمند از سال ۱۹۸۰ میلادی تاکنون مشغول فعالیت بوده‌است.
از فیلم‌ها یا برنامه‌های تلویزیونی که وی در آن نقش داشته‌است می‌توان به بتمن، بول دورهام، فلش‌دنس، محافظ شخصی، صبح به خیر، ویتنام، آرلیس، معشوقه، برگر خوب، شوالیه‌های هالیوود و کاب اشاره کرد.
وی همچنین برنده جوایزی همچون جایزه امی شده‌است.